# Supersam (Warschau)

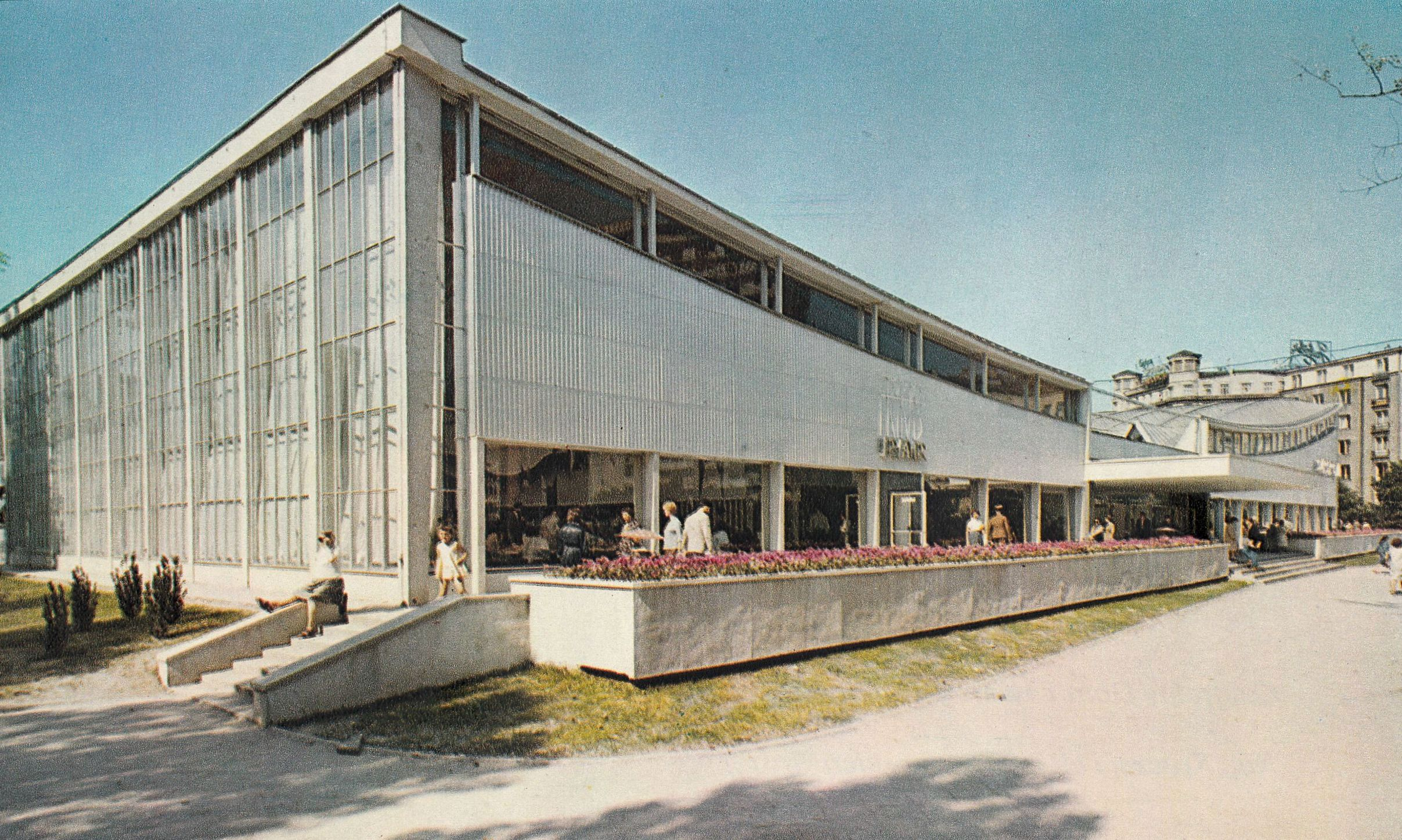
Supersam in den 1960er Jahren

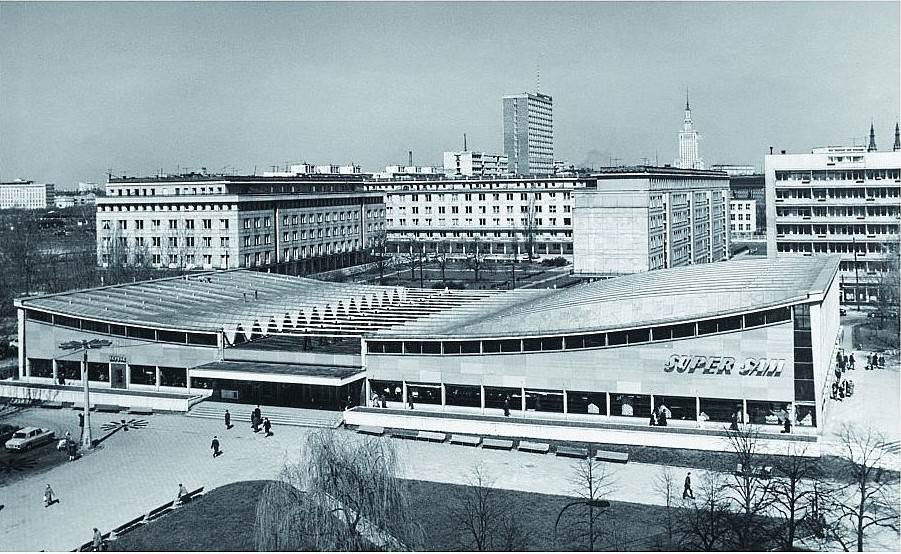
Zustand 1969

Der Supersam war ein 1962 errichteter Selbstbedienungsladen mit Selbstbedienungsrestaurant im Zentrum von Warschau. Bei der Eröffnung war der Supersam der erste Supermarkt in einer großen Halle in der Volksrepublik Polen. Im Jahr 2006 wurde er abgebrochen, um Platz für ein Hochhaus zu schaffen. Die Silbe sam bedeutet auf Polnisch „selbst“ und ist als Kurzform von samoobsługa, „Selbstbedienung“ gemeint.
Das Gebäude sollte ein Experiment für eine moderne Form des staatseigenen Handels der Volksrepublik darstellen. Die damals bahnbrechende Funktion wurde in einem architektonisch ungewöhnlichen Gebäude untergebracht, das vom Architekten Jerzy Hryniewiecki in Zusammenarbeit mit Maciej und Ewa Krasiński, Maciej Gintowt sowie den Bauingenieuren Wacław Zalewski, Stanisław Kuś, Andrzej Żórawski und Józef Sieckowski geplant wurde. Der Entwurf wurde bei der Architektur-und-Design-Biennale von São Paulo mit einem Preis ausgezeichnet.
Der Supersam bildete den Abschluss der Puławska-Straße, der Ausfallstraße in Richtung Süden. Das über 100 Tonnen schwere Dach wurde als eine Tensegrity-Konstruktion entworfen, eine der ersten dieser Art weltweit. Dieses Konstruktionsprinzip ergab einen großen stützenlosen Verkaufsraum mit 1000 Quadratmetern Grundfläche. Die Decke wurde von unten mit brandimprägniertem Holz verkleidet.
Nach über 40 Jahren Betrieb zeigte das an Stahlseilen aufgehängte Dach einem 2004 bestellten Gutachten zufolge Rostschäden. Als das Gutachten Anfang 2006 an die Öffentlichkeit gelangte, kam es zu einer Kontroverse um Abriss oder Sanierung. Anstatt die Stahlseile auszutauschen, um das Gebäude zu erhalten, wie einer der damaligen Konstrukteure vorschlug, behauptete der Leiter der Bauaufsicht, es bestehe akute Einsturzgefahr und verfügte die sofortige Schließung. Der letzte Verkaufstag war der 9. April 2006. Das Gutachten diente als Begründung für den Abriss, der im November 2006 trotz heftiger Proteste von Warschauer Architekten begann. Die Stahlkonstruktion wurde abmontiert und sollte an einem anderen Ort wiederaufgebaut werden, was aber nicht geschah. Unmittelbar nach dem Abriss begann der Bau des Plac-Unii-Hochhauses, worin der Supersam noch bis zu seiner Schließung im Jahr 2023 eingemietet war.